# 四川提督
四川提督，全稱為提督四川等處地方總兵官，是清朝統領四川省軍務的綠營最高軍事長官，駐紮在成都府（今四川省成都市），統轄著四川的四位綠營總兵官，為從一品武官。受四川總督管轄。乾隆初年時所轄綠營官兵總數約32000人。四川提督是在清朝順治十七年二月丙戌時（1660年3月11日）時所設立。首任四川提督為原鑲黃旗漢軍梅勒章京（副都統）鄭蛟麟。

## 編制

### 提督本標
- 駐紮成都府，軍官40人，兵卒3025人

1. 中營:參將1人、守備1人、千總2人、把總4人、兵625名。
2. 左營:游擊1人、守備1人、千總2人、把總4人、兵600名
3. 右營:游擊1人、守備1人、千總2人、把總4人、兵600名
4. 前營:都司1人、守備1人、千總2人、把總4人、兵600名
5. 後營:都司1人、守備1人、千總2人、把總4人、兵600名

### 直轄官兵
- 四川提督直轄，軍官93人，兵卒7959人

㈠成都城守營:正三品參將，主官、左營駐紮成都府，右營駐紮邛州，軍官12人，兵卒1427人。下轄1營（3軍官，兵卒223人）。
1. 左營:守備1人、千總2人、把總3人、兵727名
2. 右營:守備1人、千總2人、把總3人、兵700名

①青雲沱營:正五品守備，駐紮灌縣青雲沱。千總1人、把總1人、兵223名
㈡泰寧恊:從二品副將，主官、左營駐紮雅州府泰寧城，右營駐紮清溪縣，軍官8人，兵卒1000人。下轄3營（24軍官，兵卒1600人）。
1. 左營:都司1人、千總1人、把總2人、兵700名
2. 右營:都司1人、千總1人、把總2人、兵300名

①黎雅營:從三品游擊，駐紮雅州府。守備1人、千總2人、把總4人、兵500名
②峩邊營:從三品游擊，駐紮峩眉縣。守備1人（駐紮太平墩）、千總2人、把總2人、兵500名
③阜和營:從三品游擊，駐紮打箭鑪。守備1人、千總3人、把總5人、兵600名
㈢永寧協:從二品副將，主官、左營駐紮敘永廳，右營駐紮瀘州，軍官14人，兵卒1000人。下轄4營（15軍官，兵卒1209人）。
1. 左營:都司1人、千總2人、把總4人、兵500名
2. 右營:都司1人、千總2人、把總4人、兵500名

①敘馬營:從三品游擊，駐紮宜賔縣。守備1人、千總2人、把總2人、兵429名
②建武營:從三品游擊，駐紮興文縣。守備1人、千總1人、把總2人、兵390名
③大壩營:正四品都司，駐紮大壩。把總1人、兵200名
④赤水營:正五品守備，駐紮赤水城。把總1人、兵190名
㈣普安營:正三品參將，駐紮雷波衛。守備1人（駐紮烏角汛）、千總1人、把總4人、兵750名。下轄2營（7軍官，兵卒750人）。
①馬邊營:正四品都司，駐紮屛山縣。千總1人、把總2人、兵400名
②安阜營:正四品都司，駐紮黄螂所。千總1人、把總1人、兵350名

### 下轄總兵
1. 川北鎮總兵官:所轄軍官47人，兵卒3600人
2. 重慶鎮總兵官:所轄軍官60人，兵卒4800人
3. 建昌鎮總兵官:所轄軍官79人，兵卒6300人
4. 松潘鎮總兵官:所轄軍官73人，兵卒5886人

## 歷任四川提督
| 任職者  | 任期              | 旗籍       | 接任前官職         | 卸任後官職   | 備註                                   |
| ------- | ----------------- | ---------- | ------------------ | ------------ | -------------------------------------- |
| 鄭蛟麟  | 順治17年-康熙11年 |            | 鑲黃旗漢軍梅勒章京 | 鑾儀衛鑾儀使 | 一等男又一雲騎尉                       |
| 馬化麒  | 康熙12年-康熙18年 |            | 夔州總兵官         |              |                                        |
| 王之鼎  | 康熙18年-康熙19年 | 漢軍正紅旗 | 福建水師提督       | 戰死         | 三等誠武伯，太子少保，過世後諡「忠毅」 |
| 楊茂勳  | 康熙19年-康熙21年 | 漢軍鑲紅旗 | 四川總督           |              | 暫管                                   |
| 何傅    | 康熙21年-康熙24年 |            | 山東提督           | 陝西提督     |                                        |
| 吳英    | 康熙24年-康熙35年 |            | 舟山鎮總兵         | 福建陸路提督 | 三等輕車都尉，太子少保                 |
| 岳昇龍  | 康熙35年-康熙39年 |            | 天津鎮總兵         | 革職         | 雲騎尉，過世後諡「敏肅」               |
| 唐希順  | 康熙39年-康熙40年 |            | 威寧鎮總兵         | 患病         | 雲騎尉                                 |
| 岳昇龍  | 康熙40年-康熙50年 |            | 補授               | 乞休         | 雲騎尉，過世後諡「敏肅」               |
| 馬際伯  | 康熙50年-康熙51年 |            | 西寧鎮總兵         |              | 過世後諡「襄毅」                       |
| 康泰    | 康熙51年-康熙60年 |            | 宣化鎮總兵         |              | 過世後諡「壯勇」                       |
| 岳鍾琪  | 康熙60年-雍正3年  |            | 四川永寧協副將     | 奮威將軍     | 三等威信公，太子少保，過世後諡「襄勤」 |
| 周瑛    | 雍正3年-雍正4年   |            | 松潘鎮總兵         | 鑾儀衛鑾儀使 | 騎都尉                                 |
| 黃廷桂  | 雍正5年-雍正9年   | 漢軍鑲紅旗 | 宣化鎮總兵         | 四川總督     | 三等忠勤伯，太保，過世後諡「文襄」     |
| 紀成斌  | 雍正9年           |            | 固原提督           | 陝西沙洲副將 |                                        |
| 顏清如] | 雍正9年-雍正13年  |            | 延綏鎮總兵         | 湖廣提督     |                                        |
| 黃廷桂  | 雍正13年-乾隆1年  | 漢軍鑲紅旗 | 四川總督           | 鑾儀衛鑾儀使 | 三等忠勤伯，太保，過世後諡「文襄」     |
| 王進昌  | 乾隆1年-乾隆4年   |            | 彝陵鎮總兵         | 過世         |                                        |
| 鄭文煥  | 乾隆4年-乾隆9年   |            | 昭通鎮總兵         | 臨元鎮總兵   |                                        |